# Saša Peršon
Saša Peršon (ur. 28 lutego 1965 w Rijece) – chorwacki piłkarz grający na pozycji obrońcy. W swojej karierze rozegrał 3 mecze w reprezentacji Chorwacji.

## Kariera klubowa
Swoją karierę piłkarską Peršon rozpoczął w klubie NK Orijent Rijeka. W 1983 roku awansował do pierwszego zespołu i w sezonie 1983/1984 zadebiutował w jego barwach w trzeciej lidze jugosłowiańskiej. W zespole Orijentu występował do końca sezonu 1986/1987. Latem 1987 przeszedł do innego klubu z Rijeki, NK Rijeka, występującego w pierwszej lidze. Grał w nim przez trzy sezony.
W 1990 roku Peršon przeszedł do Dinama Zagrzeb. W sezonie 1990/1991 wywalczył z nim wicemistrzostwo Chorwacji. W klubie tym grał również w sezonie 1991/1992 w rozgrywkach nowo powstałej chorwackiej ligi. Dinamo grało wówczas pod nazwą HAŠK Građanski Zagrzeb.
W 1992 roku Peršon został piłkarzem Hajduka Split. W sezonie 1992/1993 zdobył Puchar Chorwacji, a w sezonie 1993/1994 wywalczył mistrzostwo tego kraju. W sezonie 1994/1995 sięgnął z Hajdukiem po dublet - mistrzostwo oraz Puchar Chorwacji.
W 1995 roku Peršon wyjechał do Francji i został zawodnikiem AS Cannes. W Ligue 1 zadebiutował 18 lipca 1995 w wygranym 3:0 domowym spotkaniu z Olympique Lyon. W zespole Cannes grał przez dwa lata.
W 1997 roku Peršon wrócił do NK Rijeka. Po sezonie 1997/1998 zakończył w nim swoją karierę.
| Sezon   | Klub                   | Kraj       | Rozgrywki  | Mecze | Gole |
| ------- | ---------------------- | ---------- | ---------- | ----- | ---- |
| 1983/84 | NK Orijent Rijeka      | Jugosławia | Treća liga | ?     | ?    |
| 1984/85 | NK Orijent Rijeka      | Jugosławia | Treća liga | ?     | ?    |
| 1985/86 | NK Orijent Rijeka      | Jugosławia | Treća liga | ?     | ?    |
| 1986/87 | NK Orijent Rijeka      | Jugosławia | Treća liga | ?     | ?    |
| 1987/88 | NK Rijeka              | Jugosławia | Prva liga  | 28    | 0    |
| 1988/89 | NK Rijeka              | Jugosławia | Prva liga  | 32    | 0    |
| 1989/90 | NK Rijeka              | Jugosławia | Prva liga  | 29    | 0    |
| 1990/91 | Dinamo Zagrzeb         | Jugosławia | Prva liga  | 28    | 0    |
| 1991/92 | HAŠK Građanski Zagrzeb | Chorwacja  | Prva HNL   | 18    | 0    |
| 1992/93 | Hajduk Split           | Chorwacja  | Prva HNL   | 18    | 0    |
| 1993/94 | Hajduk Split           | Chorwacja  | Prva HNL   | 20    | 0    |
| 1994/95 | Hajduk Split           | Chorwacja  | Prva HNL   | 22    | 0    |
| 1995/96 | AS Cannes              | Francja    | Ligue 1    | 18    | 0    |
| 1996/97 | AS Cannes              | Francja    | Ligue 1    | 1     | 0    |
| 1997/98 | NK Rijeka              | Chorwacja  | Prva HNL   | 20    | 1    |

## Kariera reprezentacyjna
W reprezentacji Chorwacji Peršon zadebiutował 17 października 1990 roku w wygranym 2:1 towarzyskim meczu ze Stanami Zjednoczonymi, rozegranym w Zagrzebiu. W kadrze narodowej od 1990 do 1993 roku rozegrał 3 mecze.